# Guitar Songs
Guitar Songs (с англ. — «Гитарные песни») — второй мини-альбом американской певицы и автора песен Билли Айлиш, вышедший в цифровом формате 21 июля 2022 года на лейблах Darkroom и Interscope Records. Айлиш впервые представила свою первую песню «TV» во время Манчестерского этапа своего концертного тура Happier Than Ever, The World Tour.

## История
21 июля 2022 года лейблы Darkroom и Interscope Records неожиданно выпустили второй мини-альбом (EP) Айлиш, Guitar Songs. В него вошли два трека, один из которых, «TV» ранее уже исполнялся Айлиш и имел превью, а другой — «The 30th», ранее нигде не появлялся и это его дебют. Изначально она планировала включить обе песни в свой третий студийный альбом, но, немного подумав, передумала. Айлиш считала, что «TV» и «The 30th» должны быть выпущены раньше, потому что она хотела как можно скорее донести их сообщения до публики: «Эти песни действительно актуальны для меня, и это песни, которые я хочу высказать прямо сейчас». На момент релиза Айлиш и Финнеас написали только эти две песни.
Альбом имеет продолжительность 8 минуты и 17 секунд.

## Отзывы
В обзоре для The Guardian Лаура Снейпс поставила мини-альбому четыре звезды из пяти, написав, что в основе мини-альбома лежит «тошнотворное изменение перспективы».
Джон Парелес написал для The New York Times, что песни были «скромно сыграны, но богато спродюсированы».

## Список треков
Слова и музыка всех песен — Билли Айлиш О’Коннелл и Финнеаса О’Коннелла.
| №                   | Название            | Длительность |
| ------------------- | ------------------- | ------------ |
| 1.                  | «TV»                | 4:41         |
| 2.                  | «The 30th»          | 3:36         |
| Общая длительность: | Общая длительность: | 8:17         |

## Участники записи
- Билли Айлиш — вокал, звукозапись, монтаж вокала
- Финнеас — продюсирование, звукозапись, монтаж вокала, бас, ударные, гитара, фортепиано, программирование, синтезатор
- Дэйв Катч — мастеринг
- Роб Кинельски — сведение
- Эли Хейслер — помощь в микшировании